# Slag bij Munda

Caesars campagne naar Munda

De Slag bij Munda vond op 17 maart 45 v.Chr. plaats bij Munda in Hispania, en betekende de definitieve nederlaag van de partij van Pompeius tegen die van Julius Caesar, de populares.
In de burgeroorlog tegen Caesar had de aanvankelijk door Pompeius geleide partij der optimates reeds drie zware nederlagen geleden, bij Dyrrhachium, Pharsalus en Thapsus, zodat deze partij nu alleen in Spanje nog aan de macht was.
Pompeius de Grote zelf had al enkele jaren eerder het leven verloren. Twee van zijn zonen, Sextus en Gnaeus Pompeius, zetten echter de strijd nog voort. Aan hun kant stond ook Titus Labienus, die in de Gallische Oorlog onderbevelhebber van Caesar was geweest, maar later naar de partij van zijn tegenstanders was overgegaan.
Met in Spanje gerekruteerde troepen deden Labienus en de twee zonen van Pompeius nog een wanhopige poging om Caesar het hoofd te bieden. Hun kansen stonden niet slecht want zij beschikten over 13 legioenen (ongeveer 60.000 man), terwijl Caesar slechts over 8 legioenen beschikte (ongeveer 40.000 man).
In Munda, in Zuid-Spanje, stuitten de twee legers op elkaar. De beslissing in de slag werd gebracht door een cavalerieaanval, die geleid zou zijn door Octavianus, die hier dan als 18-jarige jongen voor het eerst van zich zou hebben doen spreken. Volgens Nicolaus van Damascus echter, arriveerde Octavianus door gezondheidsproblemen pas na afloop van de slag in Munda.
Een aanval op het kamp van Pompeius door koning Bogudes van Mauretania en zijn cavalerie, bondgenoten van Caesar, werd het hoofd geboden door de cavalerie van Labienus. Maar de legionairs zagen dit aan als een vlucht. Er brak toen paniek uit onder de troepen van Labienus en de zonen van Pompeius. De troepen van Caesar richtten vervolgens een enorme slachting aan onder de vluchtende vijanden. Niet minder dan 30.000 Romeinse burgers verloren het leven in deze slag, die een van de bloedigste veldslagen uit de Oudheid was.
De slag bij Munda betekende het definitieve einde voor de partij van Pompeius.